# Parapoynx ingridae
Parapoynx ingridae là một loài bướm đêm trong họ Crambidae.